# Michael Obasuyi
Michaël Obasuyi, né le 12 août 1999 à Bruges, est un athlète belge spécialiste des épreuves de haies. Il est champion de Belgique et détenteur du record de Belgique en 60 m haies et 110 m haies.

## Biographie
Michaël Obasuyi est né le 12 août 1999 à Bruges d'une père nigérian et d'une mère belge. Depuis 2015, il fait de l'athlétisme de haut niveau privilégiant le 60 m haies et le 110 m haies.
Obasuyi a participé en 2018 au 110 m haies aux championnats du monde U20. Il se classe quatrième dans la finale. Toujours en 2018, il est éliminé en demi-finale aux championnats d'Europe d'athlétisme 2018 de Berlin .
En 2019, Obasuyi est pour la première fois champion de Belgique du 110 m haies. Aux championnats d'Europe U23 à Gävle, il se classe cinquième dans la finale. En 2020, il s'adjuge le titre de champion de Belgique du 60 m haies en salle et du 110 m haies. Au cours des championnats de Belgique d'athlétisme 2021, il remporte la finale avec un record personnel de 13,32 s, satisfaisant ainsi aux minimas pour participer aux Jeux olympiques 2020 à Tokyo. Lors de ces jeux olympiques, il est éliminé en séries.
Depuis juin 2021, il bénéficie du programme Sportifs d'Élite à la Défense qui offre de nombreuses facilités pour la pratique du sport de haut niveau en Belgique.
En 2022, Obasuyi participe aux championnats du monde d'athlétisme en salle 2022 à Belgrade. Il manque de peu la finale avec un record personnel. Il est absent aux championnats du monde d'athlétisme 2022 d'Eugène en raison d'une déchirure musculaire. Il récupère ensuite suffisamment pour participer aux championnats d'Europe d'athlétisme 2022 à Munich mais est éliminé en séries.
Au cours des championnats de Belgique d'athlétisme en salle 2024 en février 2024, Obasuyi améliore sur le 60 m haies le record vieux de 26 ans de Jonathan N'Senga à 7,54 s et conquiert un second titre en salle.
En mars 2024, Il se qualifie pour la finale des championnats du monde d'athlétisme en salle 2024 à Glasgow et se classe 7e dans celle-ci en 7,55 s.
Le 19 mai 2024, il établit un nouveau record en Belgique en 13.20 s à l’occasion du Meeting de Montgeron en France et, par la même occasion, il obtient sa qualification pour les Jeux Olympiques d'été de 2024 à Paris sur 110m haies. Il efface ainsi des tablettes le record national vieux de 25 ans de Jonathan N’Senga.
Aux championnats d'Europe d'athlétisme 2024 à Rome le 8 juin 2024, il se classe à la 6e place de la finale avec un temps de 13,43 s.
Lors des Jeux olympiques 2024 à Paris, Michael Obasuyi se classe 5e de sa demi-finale en 13 min 36 s.
Au cours des championnats d'Europe d'athlétisme en salle 2025 à Apeldoorn en mars 2024, Obasuyi se classe à la 6e place de la finale avec un temps de 7,63 s.
Lors des championnats du monde d'athlétisme en salle 2025 à Nankin en mars 2024, il se classe 6e de la finale avec un temps de 7,60 s.

## Championnats

### Champion de Belgique
Extérieur
| Épreuve     | Année |
| ----------- | ----- |
| 110 m haies | 2019  |
| 110 m haies | 2020  |
| 110 m haies | 2021  |
| 110 m haies | 2023  |
| 110 m haies | 2024  |

En salle
| Épreuve    | Année |
| ---------- | ----- |
| 60 m haies | 2020  |
| 60 m haies | 2024  |

## Records personnels
Extérieur
| Épreuve     | Prestation   | Vent              | Date                    | Lieu                |
| ----------- | ------------ | ----------------- | ----------------------- | ------------------- |
| 110 m haies | 13 s 20 (NR) | +1,7 m/s -0,3 m/s | 19 mai 2024 26 mai 2024 | Montgeron Bruxelles |

En salle
| Épreuve | Prestation | Date            | Lieu             |
| ------- | ---------- | --------------- | ---------------- |
| 60 m    | 7,54 s     | 18 février 2024 | Louvain-la-Neuve |

## Palmarès

### 60 m haies
- 2020 :  Championnats de Belgique en salle athlétisme – 7,69 s
- 2022 : 4e Championnats du monde d'athlétisme en salle à Belgrade - 7,58 s
- 2024 :  Championnats de Belgique en salle athlétisme - 7,54 s (NR)
- 2024 : 7e Championnats du monde d'athlétisme en salle à Glasgow - 7,55 s
- 2025 : 6e Championnats d'Europe d'athlétisme en salle à Apeldoorn - 7,63 s
- 2025 : 6e Championnats du monde d'athlétisme en salle à Nankin - 7,60 s

### 110 m haies
- 2018 : 8e demi-finale des Championnats européens d'athlétisme à Berlin - 13,78 s
- 2019 : 5e Championnats européens U23 d'athlétisme à Gävle – 13,67 s
- 2019 :  Championnats d'athlétisme de Belgique 2019 – 13,57 s
- 2020 :  Championnats d'athlétisme de Belgique 2020 – 13,82 s
- 2021 :  Championnat belge d'athlétisme 2021 – 13,32 s (w)
- 2021 :  Championnats européens U23 d'athlétisme à Tallinn – 13,40 s
- 2021 : 6e en séries Jeux olympiques à Tokyo – 13,65 s
- 2022 : 5e en séries Championnats européens d'athlétisme à Munich – 13,90 s
- 2023 :  Championnat belge d'athlétisme 2023 – 13,57 s
- 2024 :  Championnat belge d'athlétisme 2024 – 13,24 s